# Pillermåra
Pillermåra (Galium tricornutum) är en måreväxtart som beskrevs av James Edgar Dandy. Enligt Catalogue of Life ingår Pillermåra i släktet måror och familjen måreväxter, men enligt Dyntaxa är tillhörigheten istället släktet måror och familjen måreväxter. Arten förekommer tillfälligt i Sverige, men reproducerar sig inte. Inga underarter finns listade i Catalogue of Life.